# Ecuadoraans voetbalelftal in 2002
Het Ecuadoraans voetbalelftal speelde in totaal vijftien interlands in het jaar 2002, waaronder drie wedstrijden bij het WK voetbal 2002 in Japan en Zuid-Korea. Daar sneuvelde de ploeg uit Zuid-Amerika in de eerste ronde. De selectie stond onder leiding van bondscoach Hernán Darío Gómez, de opvolger van de medio 1999 weggestuurde Carlos Sevilla.

## Balans
| Wedstrijden | Wedstrijden | Wedstrijden | Wedstrijden | Doelpunten | Doelpunten | Doelpunten | Punten |
| Gespeeld    | Winst       | Gelijk      | Verlies     | Voor       | Tegen      | Saldo      | Punten |
| ----------- | ----------- | ----------- | ----------- | ---------- | ---------- | ---------- | ------ |
| 15          | 6           | 3           | 6           | 13         | 13         | 0          | 1.000  |

## Interlands
|                                                       |                  |       |           |                                                                                         |
| 12 januari Vriendschappelijk № 312 «onderlinge duels» | Ecuador          | 1 – 0 | Guatemala | Estadio Monumental, Guayaquil Toeschouwers: 45.000 Scheidsrechter: Roger Zambrano (ECU) |
| 12 januari Vriendschappelijk № 312 «onderlinge duels» | Iván Hurtado 83' |       |           | Estadio Monumental, Guayaquil Toeschouwers: 45.000 Scheidsrechter: Roger Zambrano (ECU) |

| CONCACAF Gold Cup |
| ----------------- |

|                                                               |         |                                            |       |                                                                             |
| 19 januari CONCACAF Gold Cup Groep D № 313 «onderlinge duels» | Ecuador | 0 – 2                                      | Haïti | Orange Bowl, Miami Toeschouwers: 12.253 Scheidsrechter: Carlos Batres (GUA) |
| 19 januari CONCACAF Gold Cup Groep D № 313 «onderlinge duels» |         | 6' (e.d.) Edison Méndez 44' Charles Alerte |       | Orange Bowl, Miami Toeschouwers: 12.253 Scheidsrechter: Carlos Batres (GUA) |

|                                                               |                                              |       |        |                                                                         |
| 21 januari CONCACAF Gold Cup Groep D № 314 «onderlinge duels» | Ecuador                                      | 2 – 0 | Canada | Orange Bowl, Miami Toeschouwers: 3.827 Scheidsrechter: Brian Hall (USA) |
| 21 januari CONCACAF Gold Cup Groep D № 314 «onderlinge duels» | Álex Aguinaga 88' Álex Aguinaga 90+4' (pen.) |       |        | Orange Bowl, Miami Toeschouwers: 3.827 Scheidsrechter: Brian Hall (USA) |

|  |  |  |  |  |  |  |  |  |

|                                                        |         |                    |         |                                                                                    |
| 12 februari Vriendschappelijk № 315 «onderlinge duels» | Turkije | 0 – 1              | Ecuador | Fuji Film Stadion, Breda Toeschouwers: 6.000 Scheidsrechter: Jack van Hulten (NED) |
| 12 februari Vriendschappelijk № 315 «onderlinge duels» |         | 65' Carlos Tenorio |         | Fuji Film Stadion, Breda Toeschouwers: 6.000 Scheidsrechter: Jack van Hulten (NED) |

|                                                     |                  |       |         |                                                                                     |
| 10 maart Vriendschappelijk № 316 «onderlinge duels» | Verenigde Staten | 1 – 0 | Ecuador | Legion Field, Birmingham Toeschouwers: 24.133 Scheidsrechter: Rodolfo Sibrian (ESA) |
| 10 maart Vriendschappelijk № 316 «onderlinge duels» | Eddie Lewis 21'  |       |         | Legion Field, Birmingham Toeschouwers: 24.133 Scheidsrechter: Rodolfo Sibrian (ESA) |

|                                                     |                                                        |       |           |                                                                                            |
| 27 maart Vriendschappelijk № 317 «onderlinge duels» | Ecuador                                                | 3 – 0 | Bulgarije | Giants Stadium, East Rutherford Toeschouwers: 45.511 Scheidsrechter: Michael Kennedy (USA) |
| 27 maart Vriendschappelijk № 317 «onderlinge duels» | Iván Kaviedes 24' Carlos Tenorio 51' Iván Kaviedes 82' |       |           | Giants Stadium, East Rutherford Toeschouwers: 45.511 Scheidsrechter: Michael Kennedy (USA) |

|                                                     |             |       |         |                                                                                              |
| 17 april Vriendschappelijk № 318 «onderlinge duels» | Zuid-Afrika | 0 – 0 | Ecuador | Estadio de La Condomina, Murcia Toeschouwers: 7.500 Scheidsrechter: Rodríguez Santiago (ESP) |
| 17 april Vriendschappelijk № 318 «onderlinge duels» |             |       |         | Estadio de La Condomina, Murcia Toeschouwers: 7.500 Scheidsrechter: Rodríguez Santiago (ESP) |

|                                                  |                     |       |             |                                                                                         |
| 8 mei Vriendschappelijk № 319 «onderlinge duels» | Ecuador             | 1 – 0 | Joegoslavië | Giants Stadium, East Rutherford Toeschouwers: 36.540 Scheidsrechter: Richard Gray (USA) |
| 8 mei Vriendschappelijk № 319 «onderlinge duels» | Agustín Delgado 69' |       |             | Giants Stadium, East Rutherford Toeschouwers: 36.540 Scheidsrechter: Richard Gray (USA) |

|                                                   |                         |       |         |                                                                                              |
| 23 mei Vriendschappelijk № 320 «onderlinge duels» | Senegal                 | 1 – 0 | Ecuador | Tottori Soccer Stadium, Tottori Toeschouwers: 8.533 Scheidsrechter: Kazuhiko Matsumura (JPN) |
| 23 mei Vriendschappelijk № 320 «onderlinge duels» | Raúl Guerrón 69' (e.d.) |       |         | Tottori Soccer Stadium, Tottori Toeschouwers: 8.533 Scheidsrechter: Kazuhiko Matsumura (JPN) |

| WK-eindronde |
| ------------ |

|                                                                |                                        |           |         |                                                                             |
| 3 juni WK-eindronde Groep G № 321 «onderlinge duels» 20:30 uur | Italië                                 | 2 – 0     | Ecuador | Sapporo Dome, Sapporo Toeschouwers: 31.081 Scheidsrechter: Brian Hall (USA) |
| 3 juni WK-eindronde Groep G № 321 «onderlinge duels» 20:30 uur | Christian Vieri 7' Christian Vieri 27' | (details) |         | Sapporo Dome, Sapporo Toeschouwers: 31.081 Scheidsrechter: Brian Hall (USA) |

|                                                                |                                        |           |                    |                                                                              |
| 9 juni WK-eindronde Groep G № 322 «onderlinge duels» 15:30 uur | Mexico                                 | 2 – 1     | Ecuador            | Miyagi Stadium, Rifu Toeschouwers: 45.610 Scheidsrechter: Mourad Daami (TUN) |
| 9 juni WK-eindronde Groep G № 322 «onderlinge duels» 15:30 uur | Jared Borgetti 28' Gerardo Torrado 57' | (details) | 5' Agustín Delgado | Miyagi Stadium, Rifu Toeschouwers: 45.610 Scheidsrechter: Mourad Daami (TUN) |

|                                                                 |                   |           |         | |
| 13 juni WK-eindronde Groep G № 323 «onderlinge duels» 20:30 uur | Ecuador           | 1 – 0     | Kroatië | International Stadium Yokohoma, Yokohoma Toeschouwers: 65.862 Scheidsrechter: William Mattus (CRC) |
| 13 juni WK-eindronde Groep G № 323 «onderlinge duels» 20:30 uur | Edison Méndez 48' | (details) |         | International Stadium Yokohoma, Yokohoma Toeschouwers: 65.862 Scheidsrechter: William Mattus (CRC) |

|  |  |  |  |  |  |  |  |  |

|                                                       |                  |       |                    |                                                                                              |
| 16 oktober Vriendschappelijk № 324 «onderlinge duels» | Costa Rica       | 1 – 1 | Ecuador            | Estadio Ricardo Saprissa, San José Toeschouwers: 8.000 Scheidsrechter: Rodrigo Badilla (CRC) |
| 16 oktober Vriendschappelijk № 324 «onderlinge duels» | Steven Bryce 53' |       | 82' Carlos Tenorio | Estadio Ricardo Saprissa, San José Toeschouwers: 8.000 Scheidsrechter: Rodrigo Badilla (CRC) |

|                                                       |                                         |       |         |                                                                                    |
| 20 oktober Vriendschappelijk № 325 «onderlinge duels» | Venezuela                               | 2 – 0 | Ecuador | Estadio Olímpico, Caracas Toeschouwers: 30.000 Scheidsrechter: Gustavo Brand (VEN) |
| 20 oktober Vriendschappelijk № 325 «onderlinge duels» | José Manuel Rey 29' Wilfredo Moreno 81' |       |         | Estadio Olímpico, Caracas Toeschouwers: 30.000 Scheidsrechter: Gustavo Brand (VEN) |

|                                                        |                                            |       |                                      |                                                                                          |
| 20 november Vriendschappelijk № 326 «onderlinge duels» | Ecuador                                    | 2 – 2 | Costa Rica                           | Estadio Olimpico Atahualpa, Quito Toeschouwers: 35.000 Scheidsrechter: Pedro Ramos (ECU) |
| 20 november Vriendschappelijk № 326 «onderlinge duels» | Álex Aguinaga 75' (pen.) Iván Kaviedes 85' |       | 29' Pablo Chinchilla 45' Andy Herrón | Estadio Olimpico Atahualpa, Quito Toeschouwers: 35.000 Scheidsrechter: Pedro Ramos (ECU) |

## FIFA-wereldranglijst
| JAN | FEB | MAR | APR | MEI | JUN | JUL | AUG | SEP | OKT | NOV | DEC |
| --- | --- | --- | --- | --- | --- | --- | --- | --- | --- | --- | --- |
| 37  | 38  | 37  | 37  | 36  | 36  | 31  | 31  | 31  | 32  | 32  | 31  |

## Statistieken
| José Cevallos       | 1971-04-17 | Barcelona Sporting Club    | 11 | 0 | 0 | 66  | 0  |
| Oswaldo Ibarra      | 1969-09-08 | Club Deportivo El Nacional | 4  | 0 | 0 | 24  | 0  |
| Verdediging         |            |                            |    |   |   |     |    |
| Augusto Poroso      | 1974-04-13 | Club Sport Emelec          | 14 | 0 | 0 | 32  | 0  |
| Iván Hurtado        | 1974-08-16 | Barcelona Sporting Club    | 13 | 1 | 1 | 97  | 4  |
| Raúl Guerrón        | 1976-10-12 | Sociedad Deportivo Quito   | 11 | 0 | 0 | 28  | 0  |
| Ulises de la Cruz   | 1974-02-08 | Aston Villa                | 8  | 1 | 0 | 57  | 3  |
| Giovanny Espinoza   | 1977-04-12 | Sociedad Deportiva Aucas   | 3  | 0 | 0 | 21  | 1  |
| Luis Capurro        | 1961-05-01 | Santa Rita Vinces          | 1  | 2 | 0 | 99  | 1  |
| Orfilio Mercado     | 1974-04-23 | Barcelona Sporting Club    | 1  | 0 | 0 | 1   | 0  |
| Hugo Guerrón        | 1978-01-01 | Sociedad Deportivo Quito   | 0  | 1 | 0 | 1   | 0  |
| Middenveld          |            |                            |    |   |   |     |    |
| Edwin Tenorio       | 1976-06-16 | Barcelona Sporting Club    | 13 | 0 | 0 | 42  | 0  |
| Alfonso Obregón     | 1972-05-12 | LDU Quito                  | 12 | 1 | 0 |     |    |
| Cléber Chalá        | 1971-06-29 | Southampton                | 12 | 0 | 0 | 70  | 5  |
| Edison Méndez       | 1979-03-16 | Sociedad Deportivo Quito   | 11 | 2 | 1 | 30  | 3  |
| Álex Aguinaga       | 1968-07-09 | Necaxa Aguascalientes      | 8  | 3 | 3 | 100 | 22 |
| Marlon Ayoví        | 1971-09-27 | Sociedad Deportivo Quito   | 6  | 3 | 0 | 33  | 0  |
| Luis Gómez          | 1972-05-20 | Barcelona Sporting Club    | 4  | 3 | 0 | 11  | 1  |
| Wellington Sánchez  | 1974-06-19 | Club Sport Emelec          | 3  | 1 | 0 | 39  | 3  |
| Carlos Hidalgo      | 1979-02-09 | Club Sport Emelec          | 3  | 0 | 0 | 3   | 0  |
| Juan Carlos Burbano | 1969-02-15 | Club Deportivo El Nacional | 1  | 1 | 0 | 18  | 0  |
| Christian Lara      | 1980-04-27 | Club Deportivo El Nacional | 1  | 1 | 0 | 2   | 0  |
| Moisés Candelario   | 1978-08-24 | Club Sport Emelec          | 1  | 0 | 0 | 4   | 0  |
| Walter Ayoví        | 1979-08-11 | Club Sport Emelec          | 0  | 3 | 0 | 4   | 0  |
| Aanval              |            |                            |    |   |   |     |    |
| Carlos Tenorio      | 1979-05-14 | Al-Nassr                   | 9  | 5 | 3 | 15  | 3  |
| Nicolás Asencio     | 1975-04-26 | Barcelona Sporting Club    | 5  | 4 | 0 | 18  | 0  |
| Iván Kaviedes       | 1977-10-24 | Puebla FC                  | 5  | 1 | 3 | 30  | 11 |
| Agustín Delgado     | 1974-12-23 | Southampton                | 4  | 1 | 2 | 49  | 42 |
| Ángel Fernández     | 1971-08-02 | Club Deportivo El Nacional | 1  | 4 | 0 | 70  | 12 |
| Franklin Salas      | 1981-08-30 | LDU Quito                  | 0  | 2 | 0 | 3   | 0  |
| Otilino Tenorio     | 1980-02-01 | Club Sport Emelec          | 0  | 2 | 0 | 2   | 0  |
| Jhonny Baldeón      | 1981-06-15 | Sociedad Deportivo Quito   | 0  | 1 | 0 | 1   | 0  |
| Ebelio Ordóñez      | 1972-11-03 | Club Deportivo El Nacional | 0  | 1 | 0 | 7   | 0  |

FEF · A-internationals · Bondscoaches · Selecties · Statistieken · Ecuadoraans vrouwenelftal · Olympisch elftal · Ecuador U21 · Ecuador U20 · Ecuador U18 · Ecuador U17
1938 – 1949 ·
1950 – 1959 ·
1960 – 1969 ·
1970 – 1979 ·
1980 – 1989 ·
1990 – 1999 ·
2000 – 2009 ·
2010 – 2019 ·
2020 − 2029
WK 2002 · 
WK 2006 · 
WK 2014
1938 · 
1939 · 
1940 · 
1941 · 
1942 · 
1943 · 1944 · 
1945 · 
1946 · 
1947 · 
1948 · 
1949 · 
1950 · 1951 · 1952 · 
1953 · 
1954 · 
1955 · 
1956 · 
1957 · 
1958 · 
1959 · 
1960 · 
1961 · 1962 · 
1963 · 
1964 · 
1965 · 
1966 · 
1967 · 1968 · 
1969 · 
1970 · 
1971 · 
1972 · 
1973 · 
1974 · 
1975 · 
1976 · 
1977 · 
1978 · 
1979 · 
1980 · 
1981 · 
1982 · 
1983 · 
1984 · 
1985 · 
1986 · 
1987 · 
1988 · 
1989 · 
1990 · 
1991 · 
1992 · 
1993 · 
1994 · 
1995 · 
1996 · 
1997 · 
1998 · 
1999 · 
2000 · 
2001 · 
2002 · 
2003 · 
2004 · 
2005 · 
2006 · 
2007 · 
2008 · 
2009 · 
2010 · 
2011 · 
2012 · 
2013 · 
2014 · 
2015 · 
2016 · 
2017 ·
2018 ·
2019 ·
2020 ·
2021 ·
2022
Argentinië ·
Armenië ·
Australië ·
Bolivia · 
Brazilië ·
Bulgarije ·
Canada ·
Chili ·
Colombia ·
Costa Rica ·
Cuba ·
Denemarken ·
DDR ·
Duitsland ·
El Salvador ·
Engeland ·
Estland ·
Finland ·
Frankrijk ·
Griekenland ·
Guatemala ·
Haïti ·
Honduras ·
Ierland ·
Irak ·
Iran ·
Italië ·
Jamaica ·
Japan ·
Joegoslavië ·
Jordanië ·
Kaapverdië ·
Koeweit ·
Kroatië · 
Libanon ·
Mexico ·
Nederland ·
Nigeria ·
Noord-Macedonië ·
Oeganda ·
Oman ·
Panama ·
Paraguay ·
Peru ·
Polen ·
Portugal ·
Qatar ·
Roemenië ·
Saoedi-Arabië ·
Schotland ·
Senegal ·
Spanje ·
Trinidad en Tobago ·
Turkije · 
Uruguay ·
Venezuela ·
Verenigde Staten ·
Wit-Rusland ·
Zambia ·
Zuid-Afrika ·
Zuid-Korea ·
Zweden ·
Zwitserland
Costa Rica (2006) · 
Duitsland (2006) · 
Engeland (2006) · 
Frankrijk (2014) · 
Honduras (2014) · 
Nederland (2022) · 
Polen (2006) · 
Qatar (2022) · 
Zwitserland (2014)